# Baguinéda-Camp
Baguinéda-Camp. o semplicemente Baguinéda, è un comune rurale del Mali facente parte del circondario di Kati, nella regione di Koulikoro.